# 山口紗弥加
山口 紗弥加（やまぐち さやか、1980年〈昭和55年〉2月14日 - ）は、日本の女優。福岡県出身。フラーム所属。堀越高等学校卒業。帝京大学中退。

## 略歴
11歳の時、『東京ラブストーリー』に出演していた鈴木保奈美に憧れて女優を志す。1994年、14歳の時に日清食品「どん兵衛」でテレビCMデビュー。フジテレビ系テレビドラマ『若者のすべて』でドラマデビュー。
その後、女優業の他にフジテレビ系バラエティ番組『笑っていいとも!』などバラエティーにも進出し、1998年には歌手デビューも果たす。いわゆるアイドル女優と呼ばれる立ち位置で、芸人達が多くいる慣れない場所でも活動を続けていたが、バラエティで頑張ると逆にドラマのスタッフなどからは「使いにくい」と言われてしまうなど方向性に悩むことも多く、体調を崩したこともあり、22、3歳の時に一度芸能界を辞める決意を固める。しかしそんな時、これが最後と決めて挑んだ2003年の野田秀樹演出の舞台『オイル』の練習が大変だった反面、本番がものすごく楽しく充実感を得たことで「辞めたくない」という思いが強まり、その舞台での姿を見た演出家の蜷川幸雄から次の舞台の仕事へ声をかけられる。そして出演した舞台『エレクトラ』では蜷川に厳しい言葉で罵られることもあったが、そのおかげで精神的にも鍛えられたことで女優を続けることができたと後のインタビューで語っている。
2014年頃からドラマのオファーが増え、2015年には計6本（同クールに掛け持ちあり）出演するなど、主役ではないものの幅広い役柄をきっちり演じ切る、それぞれの作品に欠かせない名バイプレーヤーとして女優活動を続けている。2018年、『ブラックスキャンダル』で、38歳・芸歴24年にしてドラマ初主演。

## 人物
趣味
- 趣味は、料理と編み物、温泉、旅、書道。
- 映画や読書は、ジャンルを問わず様々なものを楽しんでいる。

交友関係
- 堀越高等学校・高校時代の同級生に水樹奈々、ともさかりえがいる。ともさかと仲良くなったのは、高校時代にトイレでリップクリームを貸したのがきっかけ。
- 田中みな実とはプライベートでも仲が良く、2人で旅行に行くこともある。仕事への愛情の注ぎ方に「男気」を感じると尊敬しており、他にも「一緒にいてすごく勉強になる」、「みな実に貢ぎたい」と話す。
- 森三中の大島美幸とはドラマで共演以来、仲がいいという。
- シンガーソングライターの椎名林檎は中学時代の先輩である。山口が主演のドラマ『38歳バツイチ独身女がマッチングアプリをやってみた結果日記』『ドリームチーム』では東京事変が主題歌を担当している。

作品に関するエピソード
映画『モスラ』への出演は、当初予定されていた宝生舞が降板したことに伴うもので、山口は急な話に戸惑ったが、弟がモスラのファンであったため出演を決めた。同作品では衣裳を気に入り、そのまま外を出歩くこともあったという。共演した小林恵とは本当の姉妹のように仲が良かったといい、小林も山口をやることが面白くて好きだったと述べている。
『モスラ2 海底の大決戦』では、騎乗しているフェアリーから落ちるシーンをワイヤーなしで演じたが、本格的なアクションはこれが初めてであったという山口は練習で落ちることに慣れ、快感で楽しくなっていたと述べている。

## 出演

### テレビドラマ
- 若者のすべて（1994年10月 - 12月、フジテレビ） - 原島妙子 役
- 花嫁は16才!（1995年10月 - 12月、テレビ朝日） - 杉村千秋 役
- 銀狼怪奇ファイル（1996年1月 - 3月、日本テレビ） - 五代美香 役
- ドラマ新銀河（NHK）
  - 賢治のほほえみ（1996年） - 恵子 役
  - 初婚・再婚（1997年） - 国分夏子 役
- おいしい関係（1996年10月 - 12月、フジテレビ） - 森由美 役
- 闇のパープル・アイ（1996年7月 - 9月、テレビ朝日） - 尾崎舞子 役
- ふたり（1997年4月 - 6月、テレビ朝日） - 長谷部真子 役
- 甘い結婚（1998年1月 - 3月、フジテレビ） - 小川ハルコ 役
- 凍りつく夏（1998年7月 - 9月、読売テレビ） - 及川恵利子 役
- ランデヴー（1998年7月 - 9月、TBS） - 遠藤祥子 役
- 走れ公務員!（1998年10月 - 12月、フジテレビ） - 茂原幸江 役
- 可愛いだけじゃダメかしら?（1999年1月 - 3月、テレビ朝日） - 谷口せつこ / 音無可憐みたいな女の子 役（二役）
- ザ・ドクター（1999年7月 - 9月、TBS） - 奥山麻美 役
- 月下の棋士（2000年1月 - 3月、テレビ朝日） - 立原真由美 役
- 安楽椅子探偵、再び（2000年5月12日・19日、朝日放送） - 葉村ナオ 役
- マッハブイロク特別ドラマ big大作戦（2000年6月29日、フジテレビ）
- 花村大介 第1話・第2話（2000年7月4日・11日、関西テレビ） - 高村あすか 役
- 反乱のボヤージュ（2001年10月6日・7日、テレビ朝日） - 本多真澄 役
- 恋するトップレディ（2002年1月 - 3月、関西テレビ） - マリ 役
- マイリトルシェフ 第4話（2002年7月 - 9月、TBS） - 絵島亜紀 役
- 演技者。『マシーン日記』（2003年7月 - 8月、フジテレビ） - サチコ 役
- 運命が見える手（2003年、朝日放送）
- 金曜エンタテイメント 神様、何するの（2003年12月5日、フジテレビ） - 黒部マイ 役
- 僕と彼女と彼女の生きる道（2004年1月 - 3月、関西テレビ） - 坪井マミ 役
- WATER BOYS2（2004年7月 - 9月、フジテレビ） - 大原夏子 役
- 連続テレビ小説（NHK）
  - わかば（2004年9月 - 2005年3月） - 藤倉亜紀 役
  - おかえりモネ（2021年5月 - 10月） - 高橋美佳子 役
  - 舞いあがれ!（2023年2月13日 - 3月31日） - 御園純 役[21]
- ラストクリスマス 第8話（2004年10月 - 12月、フジテレビ） - 松田志穂 役
- 一番大切な人は誰ですか?（2004年10月 - 12月、日本テレビ） - 萌子 役
- anego[アネゴ]（2005年4月 - 6月、日本テレビ） - 早乙女加奈 役
  - anego〜アネゴspecial〜（2005年12月28日）
- 恋のから騒ぎドラマスペシャル「マタをかける女」（2005年9月21日、日本テレビ）
- 愛と死をみつめて（2006年3月18日・19日、テレビ朝日） - 中田慶子 役
- 下北サンデーズ（2006年7月 - 9月、テレビ朝日） - 江本亜希子 役
- 14才の母（2006年10月 - 12月、日本テレビ） - 遠藤香子 役
- 結婚披露宴〜人生最悪の3時間〜（2007年1月 - 3月、フジテレビ） - 沢口由香里 役
- 今週、妻が浮気します 第7話（2007年1月 - 3月、フジテレビ） - 水澤舞 役
- 世にも奇妙な物語『午前2時のチャイム』（2007年3月26日、フジテレビ） - 須藤弥生 役
- まるまるちびまる子ちゃん 第1話（2007年4月 - 2008年2月、フジテレビ） - ウェイトレス 役
- 暴れん坊ママ（2007年10月 - 12月、フジテレビ） - 小南八重 役
- のだめカンタービレ 新春スペシャル in ヨーロッパ（2008年、フジテレビ） - 並木ゆうこ 役[22]
- 鹿男あをによし 第1話（2008年、フジテレビ） - 悅子 役
- 被取締役新入社員（2008年3月31日、TBS） - 柏原美奈子 役
- キミ犯人じゃないよね? 第4話（2008年4月 - 6月、テレビ朝日） - 鴨川里紗 役
- ヤスコとケンジ（2008年7月 - 9月、日本テレビ） - 宮園かおり 役
- 柳生一族の陰謀（2008年9月、テレビ朝日） - 万 役
- 小児救命（2008年10月 - 12月、テレビ朝日） - 樋口流衣 役
- 赤い糸（2008年12月 - 2009年2月、フジテレビ） - 石川マチ子 役
- 婚カツ! 第3話（2009年4月 - 6月、フジテレビ） - 金子杏里 役
- 絶対零度〜未解決事件特命捜査〜（Season1）（2010年4月 - 6月、フジテレビ） - 高峰涼子 役
  - 絶対零度〜未解決事件特命捜査〜Special（2011年7月8日）
  - 絶対零度〜特殊犯罪潜入捜査〜（Season2）（2011年7月 - 9月）
- 黄金の豚-会計検査庁 特別調査課-（2010年10月 - 12月、日本テレビ） - 堤みぞれ 役
- 黄昏流星群 〜C-46星雲〜（2011年2月20日、関西テレビ） - 宮部志乃 役
- HUNTER〜その女たち、賞金稼ぎ〜（2011年10月 - 12月、関西テレビ） - 井坂茜 役
- もう誘拐なんてしない（2012年1月3日、フジテレビ、新春スペシャルドラマ） - 竜川潤子 役
- 早海さんと呼ばれる日（2012年1月 - 3月、フジテレビ） - 入江亜季 役
  - 早海さんと呼ばれる日スペシャル（2012年6月10日・17日）
- 家で死ぬということ（2012年2月25日、NHK名古屋放送局） - 伊藤ゆずき 役
- 都市伝説の女 第5話（2012年4月 - 6月、テレビ朝日） - 大楠桜 役
- 東野圭吾ミステリーズ 第9話「結婚報告」（2012年9月6日、フジテレビ） - 山下典子 役
- TOKYOエアポート〜東京空港管制保安部〜（2012年10月14日 - 12月23日、フジテレビ） - 城之内玲子 役
- 悪女たちのメス episode2（2012年12月21日、フジテレビ） - 太田理沙子 役
- ガリレオ 第2シーズン 最終章「聖女の救済」（2013年6月17日・23日、フジテレビ） - 若山晴美 役
- 安堂ロイド〜A.I. knows LOVE?〜（2013年10月 - 12月、TBS） - 小松左京子 役
- サイレント・プア（2014年4月 - 6月、NHK） - 水澤純子 役
- 家族狩り（2014年7月 - 9月、TBS） - 清岡美歩 役
- 金田一耕助VS明智小五郎ふたたび（2014年9月29日、フジテレビ） - 柳條雪夜 役
- ビンタ!〜弁護士事務員ミノワが愛で解決します〜（2014年10月 - 12月、読売テレビ） - 高田夏美 役
- 連続ドラマW「スケープゴート」（2015年4月12日 - 5月3日、WOWOW） - 秋本つかさ 役
- ようこそ、わが家へ（2015年4月13日 - 6月15日、フジテレビ） - 西沢摂子 役[23]
- ヤメゴク〜ヤクザやめて頂きます〜（2015年4月16日 - 6月18日、TBS） - 有留章子 役
- リスクの神様（2015年7月8日 - 9月16日、フジテレビ） - 橘由香 役
- コウノドリ第1シリーズ（2015年10月16日 - 12月18日、TBS） - 新井恵美 役
  - コウノドリ第2シリーズ 第8話・最終話（2017年12月1日・12月22日）
- サイレーン 刑事×彼女×完全悪女（2015年10月20日 - 12月15日、フジテレビ） - 千歳弘子 役
- 猫侍 玉之丞 江戸へ行く（2016年2月19日、テレビ神奈川） - 美和 役[24]
- 夏樹静子サスペンス 光る崖（2016年2月20日、フジテレビ） - 北沢昌代 役[25]
- 月曜ゴールデン「民間科捜研 桐野真衣の殺人鑑定」（2016年3月14日、TBS） - 松島ゆかり 役[26]
- ラヴソング（2016年4月 - 6月、フジテレビ） - 渡辺涼子 役
- 受験のシンデレラ（2016年7月10日 - 8月28日、NHK BSプレミアム） - 宮間塔子 役
- 運命に、似た恋（2016年9月23日 - 11月11日、NHK総合） - 白井真帆 役[27]
- IQ246〜華麗なる事件簿〜 第7話（2016年11月27日、TBS） - 美園麗子 役
- 天才バカボン2 （2017年1月6日、日本テレビ） - 栄子（バカボンのママの同級生） 役
- 大河ドラマ おんな城主 直虎 第7回 - 最終回（2017年2月19日 - 12月17日、NHK） - なつ 役[28]
- バイプレイヤーズ 〜もしも6人の名脇役がシェアハウスで暮らしたら〜 第3話（2017年1月28日、テレビ東京） - 本人 役[29]
- 金曜ナイトドラマ 女囚セブン（2017年4月21日 - 6月9日、テレビ朝日） - 楠瀬司 役[10]
- カンナさーん!（2017年7月 - 9月、TBS） - 片岡美香 役[30]
- リフレイン（2017年12月18日、フジテレビ） - 糸子 役[31]
- アンナチュラル 第1話（2018年1月12日、TBS） - 馬場路子 役
- モンテ・クリスト伯 -華麗なる復讐-（2018年4月19日 - 6月14日、フジテレビ） - 入間瑛理奈 役[27]
- ブラックスキャンダル（2018年10月4日 - 12月6日、読売テレビ・日本テレビ系） - 主演・矢神亜梨沙 役[11][注釈 2]
- 主婦カツ!（2018年10月7日 - 11月25日、NHK BSプレミアム） - 朝比奈美咲 役[5]
- デザイナー 渋井直人の休日 第4話（2019年2月8日、テレビ東京） - 町田蘭 役[33]
- さすらい温泉♨遠藤憲一 第二湯（2019年1月24日、テレビ東京） - 艶口さやか 役[34]
- 絶対正義（2019年2月2日 - 3月24日[注釈 3]、東海テレビ・フジテレビ） - 主演・高規範子 役[35]
- ラジエーションハウス〜放射線科の診断レポート〜（2019年4月8日 - 6月17日、フジテレビ） - 黒羽たまき 役[36]
  - ラジエーションハウス 特別編〜旅立ち〜（2019年6月24日）
  - ラジエーションハウスII〜放射線科の診断レポート〜（2021年10月4日 - 12月13日）
- 悪党〜加害者追跡調査〜 第2話（2019年5月19日、WOWOW） - 前畑紀子 役[37]
- モトカレマニア（2019年10月 - 12月、フジテレビ） - 丸の内さくら 役
- 歪んだ波紋（2019年11月 - 12月、NHK BSプレミアム） - 野村美沙 役
- シロでもクロでもない世界で、パンダは笑う。（2020年1月 - 3月、読売テレビ） - 川田麻衣子 役[38]
- レンタルなんもしない人 第4話（2020年4月30日、テレビ東京） - 京野彩 役
- 共演NG（2020年10月26日 - 12月7日、テレビ東京） - 遠山雪菜 役[39]
- 38歳バツイチ独身女がマッチングアプリをやってみた結果日記（2020年11月19日 - 12月24日、テレビ東京） - 主演・松本チアキ 役[40]
- 青のSP―学校内警察・嶋田隆平―（2021年1月12日 - 3月16日、関西テレビ・フジテレビ） - 水野楓 役[41]
- コールドケース3 〜真実の扉〜 第6話（2021年1月16日、WOWOW） - 牧村美里  役
- ドリームチーム（2021年1月22日 - 3月12日、NHK総合） - 主演・榎木香菜 役[42]
- 世にも奇妙な物語'21秋の特別編 「金の卵」（2021年11月6日、フジテレビ） - 主演・一ノ瀬亜美 役[43]
- シジュウカラ（2022年1月8日 - 3月26日、テレビ東京） - 主演・綿貫忍 役[44]
- 探偵が早すぎる〜春のトリック返し祭り〜 第1話（2022年4月14日、読売テレビ） - スナックのママ 役[45]
- クロサギ 第7話（2022年12月2日、TBS） - 牛山彩子 役[46]
- ペンディングトレイン-8時23分、明日 君と（2023年4月21日 - 6月23日、TBS） - 三島すみれ 役[47][48]
- 転職の魔王様（2023年7月17日 - 9月25日、フジテレビ） - 広沢絵里香 役[49]
- ミワさんなりすます（2023年10月16日 - 12月7日、NHK総合） - 藤浦華純 役[50]
- マルス-ゼロの革命-（2024年1月23日 - 3月19日、テレビ朝日） - 砂川浅海 役[51]
- 橋ものがたり「約束」（2024年2月3日、時代劇専門チャンネル）[52] - お近 役
- スナック女子にハイボールを（2024年4月5日 - 6月7日、中京テレビ） - 主演・ママ 役（北香那とW主演）[53]
- 柚木さんちの四兄弟。（2024年5月28日 - 7月18日、NHK総合） - 柚木千恵子 役[54]
- ほんとにあった怖い話 25周年スペシャル「暗澹の部屋」（2024年8月17日、フジテレビ） - 藤川雪乃 役[55]
- 私の死体を探してください。（2024年9月4日 - 10月9日、テレビ東京） - 森林麻美 役[56]
- 全領域異常解決室 第3話（2024年10月23日、フジテレビ） - 常見真紀 役[57][58]
- 物産展の女〜宮崎編〜（2025年1月9日・16日、テレビ東京） - 主演・御厨京子 役（平祐奈とW主演）[59]
- 日本一の最低男 ※私の家族はニセモノだった 第3話（2025年1月23日、フジテレビ） - 立松紀子 役[60]
- 法廷のドラゴン 第2話（2025年1月24日、テレビ東京） - 瀬山玲子 役[61]
- ディアマイベイビー〜私があなたを支配するまで〜（2025年4月5日 - 6月21日、テレビ東京） - 森山雪乃 役[62]
- ひとりでしにたい（2025年6月21日 - 8月2日、NHK総合） - 山口光子 役[63]
- 新東京水上警察（2025年10月7日〈予定〉 - 、フジテレビ） - 細野由起子 役[64]

### 配信ドラマ
- SPECサーガ黎明篇 サトリの恋（2018年9月28日 - 11月2日、Paravi） - 新井遵子（邑瀬帝法） 役
  - SICK'S 覇乃抄 〜内閣情報調査室特務事項専従係事件簿〜（2019年3月23日 - 5月18日、Paravi） - 邑瀬帝法 役[65]
- ブラックスキャンダル エピソードゼロ（2018年12月6日 - 12月13日、Hulu） - 矢神亜梨沙 役[66]
- 匿名の恋人たち（2025年10月16日配信予定、Netflix）[67]

### 映画
- バースデイプレゼント（1995年）
- ぼくは勉強ができない（1996年6月8日）-  武田真理 役
- ときめきメモリアル（1997年8月9日） - 横山美潮 役
- 平成モスラシリーズ
  - モスラ（1996年12月14日） - ロラ 役[2]
  - モスラ2 海底の大決戦（1997年12月13日） - ロラ 役[2]
  - モスラ3 キングギドラ来襲（1998年12月12日） - ナレーション[2]
- 富江 replay（2000年2月11日） - 森田由美 役
- 県庁の星（2006年2月25日） - 田畑美香 役
- ウォーターズ（2006年3月11日）
- チェケラッチョ!!（2006年4月22日） - 南風原美奈 役
- のんちゃんのり弁（2009年9月26日） - 玉川麗華 役
- のだめカンタービレ 最終楽章前編（2009年12月19日） - 並木ゆうこ 役
- ソフトボーイ（2010年6月19日） - カルチャー焼屋の奥さん 役
- ラーメン侍（2011年4月7日） - 神代嘉子 役
- スープ〜生まれ変わりの物語〜（2012年7月7日） - 花屋店主 役
- FLARE〜フレア〜（2014年4月26日） - 石坂恵（医師） 役[68]
- エイプリルフールズ（2015年4月1日） - 江藤絵里子 役
- ミックス。（2017年10月21日） - 佐野聖子 役[69]
- 人魚の眠る家（2018年11月16日） - 美晴 役[70]
- 凜-りん- (2019年2月22日) - 里中のぞみ 役[71]
- コンフィデンスマンJP -ロマンス編-（2019年5月17日） - 高松千鶴 役
- 糸（2020年8月21日[注釈 4]） - 園田真由美 役[73]
- 明日の食卓（2021年5月28日） - 若杉菜々 役[74]
- 彼女が好きなものは（2021年12月3日） - 安藤みづき 役[75]
- 劇場版ラジエーションハウス（2022年4月29日） - 黒羽たまき 役[76]
- わたしの幸せな結婚（2023年3月17日） - 斎森香乃子 役[77]
- SEE HEAR LOVE 〜見えなくても聞こえなくても愛してる〜（2023年配信） - 遠山恵 役[78]

### 舞台
- オイル（2003年、NODA・MAP、作・演出：野田秀樹）
- エレクトラ（2003年、演出：蜷川幸雄）
- SHINKANSEN☆NEXUS『荒神〜Arajinn〜』（2005年、演出：いのうえひでのり）
- 白夜の女騎士（ワルキューレ）（2006年、作：野田秀樹/演出：蜷川幸雄）
- ささやき色のあの日たち（2007年、地球ゴージャス）
- 蛇姫様〜わが心の奈蛇〜（2009年、作・脚本：唐十郎/演出：杉田成道）
- 自転車キンクリートSTORE 富士見町アパートメント Aプログラム『魔女の夜』（2010年）
- 広島に原爆を落とす日（2010年）
- 岩井秀人プロデュース　いきなり本読み（2022年）
- OUT OF ORDER（2023年） - ジェーン 役[79]

### ラジオ
- 山口紗弥加のNEC web station（2000年 - 2004年、TOKYO FM）
- カルシウム（2004年、TOKYO FM / プレイワークス）ラジオドラマ、全2話
- お呼びじゃないのよ、お父さん（2006年、TOKYO FM）

### バラエティ
- これがキャイ〜ンだ!?（フジテレビ）
- これがキャイ〜ンだろ!?（フジテレビ）
- 100%キャイ〜ン!（フジテレビ）
- 水10!ココリコミラクルタイプ（フジテレビ）
- 笑っていいとも!（1999年4月 - 2001年9月、木曜日隔週レギュラー、フジテレビ）[8]
- 突然ですが占ってもいいですか？（2021年9月29日、フジテレビ）[80]

### CM
- 日清食品「どん兵衛」（1994年）[81]
- 花王「リーゼ」（1995年）
- 久光製薬「ら・サロンパス」（1995年）
- 日清食品「シスコ素材宣言」（1995年）
- セガ「ドリームキャスト」（1999年）
- ウテナ「プロカリテ」（2000年）
- 日清食品「焼きそばカップ」（2000年）
- 森永乳業「クリスピーナ」（2000年）
- エスエス製薬「エスタックイブ」（2008年9月 - ）
- HK WORKS LONDON（2013年）
- ダイハツ工業「キャスト」（2015年10月 - 12月） - 『サイレーン 刑事×彼女×完全悪女』とのコラボレーションCM
- 日産自動車「デイズ」（2021年9月 - ）[82]

## 書籍

### 写真集
- Precious（1998年5月、ワニブックス、撮影：西田幸樹）ISBN 4-8470-2492-3
- 映画「ときめきメモリアル」PHOTOBOOK(SUMMER MEMORY)（1997年7月、ワニブックス、撮影：河野英喜）
- FRAGILE（2000年9月8日、集英社、撮影：中村昇）ISBN 4-08-780314-7
- 月刊山口紗弥加（SHINCHO MOOK）（2003年4月、新潮社、撮影：藤代冥砂）ISBN 4-10-790113-0

## ディスコグラフィ

### シングル
| 枚  | 発売日         | タイトル                  | 収録曲 | 備考 |
| --- | -------------- | ------------------------- | --- | --- |
| 1st | 1998年6月24日  | BABY MOON                 | 1. BABY MOON 作詞・作曲：清春／編曲：成田忍 2. BABY MOON(edicao Luz do Luar) 作詞：／作曲・編曲： 3. BABY MOON(Original Karaoke) | 清春（黒夢）プロデュース                                                                                            |
| 2nd | 1998年10月28日 | Little Wing               | 1. Little Wing 作詞：山口紗弥加・清春／作曲：清春／編曲：木村玲 2. Little Wing（acoustic version） 作詞：山口紗弥加・清春／作曲：清春／編曲：木村玲 3. Little Wing（Origial Karaoke）                                                                                 | 清春（黒夢）プロデュース                                                                                            |
| 3rd | 1998年12月16日 | 赤い花〜missing you~      | 1. 赤い花〜missing you~（Origial Version） 作詞：山口紗弥加／作曲：清春／編曲：木村玲 2. 赤い花〜missing you~（IN-BLUE Version） 作詞：／作曲：／編曲： 3. 赤い花〜missing you~（IN-WHITE Version） 作詞：／作曲：／編曲： 4. 赤い花〜missing you~（Origial Karaoke） | 清春（黒夢）プロデュース KHB・ANB系ドラマ『'98杜の都 恋物語〜春菜17歳の決心〜』主題歌                               |
| 4th | 1999年4月28日  | April fool                | 1. April fool 作詞：山口紗弥加／作曲：清春／編曲：木村玲 2. the morning will...。 作詞：山口紗弥加／作曲：清春／編曲：木村玲 3. April fool（Sing back track） 4. the morning will...。（Sing back track）                                                             | 清春（黒夢）プロデュース                                                                                            |
| 5th | 2000年5月24日  | 100% LOVE                 | 1. 100% LOVE 作詞：山田ひろし／作曲・編曲：小西貴雄 2. Foolish Heart 作詞・作曲：大本友子／編曲：朝井泰生 3. 100% LOVE（Karaoke） 4. Foolish Heart（Karaoke） | フジテレビ系「100％キャイ～ン」テーマソング                                                                         |
| 6th | 2001年3月7日   | Toy Ling〜Love Me 100%!〜 | 1. Toy Ring〜Love Me 100%!〜 作詞：山口紗弥加／作曲：伊秩弘将／編曲：清水信之 2. SLIP IN THE SWEET DREAM TIME 作詞：山口紗弥加／作曲：清水信之／編曲：清水信之 3. Toy Ring〜Love Me 100%!〜（Original Karaoke）                                                       | アンティノスレコード移籍後初のシングル サウンドプロデューサーは清水信之 フジテレビ系「100％キャイ〜ン」テーマソング |

### アルバム
- Romanstic（1999年5月、プロデューサー：清春）
  - 山口は全10曲中、9曲を作詞（1曲は清春と共同作詞）、1曲を作曲。